# Cromwell (char)
Pour les articles homonymes, voir Cromwell et Centaur.
Le Cromwell (A-27) est un char de combat britannique entré en service pendant la Seconde Guerre mondiale. Ses premières versions portent le nom de Centaur et s'en distinguent essentiellement par un moteur moins performant.
Le Cromwell fut un des chars Cruiser les plus réussis ; c'est aussi le premier blindé britannique à posséder à la fois un canon double fonction, une vitesse élevée et un blindage correct. Il fut le plus utilisé à la fin de la guerre, remplaçant même le Sherman M4 dans certaines unités. Il servit de base au char Comet, une autre réussite.

## Histoire
Le Cromwell fut conçu pour remplacer le char Crusader, qui devenait obsolète. Fin 1940, l'État-major britannique publia ses spécifications à ce sujet et la Birmingham Railway Carriage and Wagon Company lui proposa son projet au début de 1941.
En raison de la production hâtive et du manque de bons éléments, le premier char accepté, le Cavalier, s'avéra inapte au combat. Un des problèmes majeurs était que son moteur américain Liberty, construit sous licence par Nuffield Organisation, était de puissance insuffisante.
Un nouveau moteur, le Meteor, fut alors développé sur la base du Rolls-Royce Merlin, un moteur d'avion utilisé par exemple pour le Spitfire. Le Meteor développait 600 ch, soit environ 50 % de puissance de plus que le Liberty. Comme Rolls-Royce, fabricant du Merlin, travaillait déjà à plein temps pour l'aviation, la fabrication du Meteor fut confiée à la Rover Car Company. Un nouveau char, l'A27 Mk VIII, fut alors développé spécifiquement pour en tirer profit.
Il fallut un temps considérable à Rover pour préparer ses chaînes de montage pour le moteur Meteor, raison pour laquelle les premiers A27 furent équipés du vieux moteur Liberty, sous le nom d'A27L Centaur. Ce ne fut que quelques mois plus tard, en janvier 1943, que les Meteors furent disponibles et que l'A27M Cromwell entra en production.
La production totale de l'A27 fut de 4 016 chars de combat, soit 950 Centaurs et 3 066 Cromwells. En outre, 375 châssis de Centaur furent construits pour être équipés d'une tourelle de canon antiaérien ; seuls 95 le furent effectivement.

Un Cromwell quitte Gold Beach à la tête d'une colonne de blindés de la 7e division blindée britannique, 7 juin 1944.

Le Cromwell devait encore être modifié avant d'entrer en service, en particulier en remplaçant le canon Ordnance QF 6 pounder du Centaur par l'Ordnance QF 75 mm (une variante du QF 6 livres conçue pour tirer des obus américains M3 75 mm), et il ne connut son baptême du feu qu'en juin 1944, pour le débarquement de Normandie (Gold Beach, 7e division blindée). Les équipages lui firent un accueil mitigé : il était plus rapide et plus bas que le Sherman M4 mais son blindage, d'épaisseur équivalente, était plus carré et donc moins efficace. Le canon de 75 pouvait tirer les obus à explosif brisant qui avaient tant manqué aux chars britanniques au début de la guerre mais il était moins efficace contre les panzers que le QF 6 livres ou le canon Ordnance QF 17 pounder anti-char de 76 mm qui équipait le Sherman Firefly.
Le Centaur fut surtout utilisé pour l'entraînement ; seuls les modèles spécialisés furent envoyés sur le champ de bataille. Le Centaur CS (Close Support, soutien rapproché), muni d'un obusier de 95 mm, fit partie du Groupe de Soutien Blindé des Royal Marines pour le Jour J. Certains furent aussi utilisés comme base pour des véhicules du génie, comme des bulldozers blindés.
Le Sherman M4 resta le char le plus commun dans les armes blindées du Commonwealth. Le Cromwell équipa complètement une seule division, la 7e division blindée. Il fut aussi utilisé comme char principal des bataillons de reconnaissance des autres divisions blindées britanniques, du fait de sa grande vitesse. Il fut ensuite remplacé par le Comet, un modèle nettement amélioré par l'adoption du canon 77 mm HV (76,2 mm), dérivé du QF 17 livres.
En Mars 1945, le 4e régiment de cuirassiers de l’armée française reçoit des Centaur VII britanniques
Après la Seconde Guerre mondiale, le Cromwell resta en service dans l'armée britannique qui le déploya durant la guerre de Corée. Il fut aussi utilisé en Finlande (Charioteer).

## Performances
Le Cromwell fut le blindé britannique le plus rapide de la Seconde Guerre mondiale, avec une vitesse (non bridée) de 64 km/h. Cette vitesse était cependant trop grande pour la suspension Christie et le moteur fut bridé pour la limiter à 51 km/h, ce qui était encore rapide pour l'époque. Grâce à la suspension Christie, il était agile sur le champ de bataille.
Son canon double-fonction tirait les mêmes obus que le 75 mm américain et avait donc les mêmes capacités brisantes et anti-blindage que celui du Sherman M4. Son blindage variait de 8 à 76 mm, l'épaisseur maximale étant plus tard portée à 102 mm grâce à des plaques supplémentaires soudées. Ce blindage était comparable à celui du Sherman, bien que le Cromwell n'eut pas ses plaques déflectrices inclinées lui conférant un blindage effectif moindre que celui du Sherman.
Les équipages des Cromwell dans le Nord-Ouest de l'Europe en firent bon usage, utilisant sa vitesse, sa maniabilité et sa fiabilité pour attaquer de flancs les chars allemands plus lourds et plus lents, même si ceux-ci disposaient encore d'un blindage très supérieur. Les chars britanniques allaient connaître un nouveau développement, le Comet, avant de prendre le meilleur dans ce domaine avec le Centurion.

## Modèles

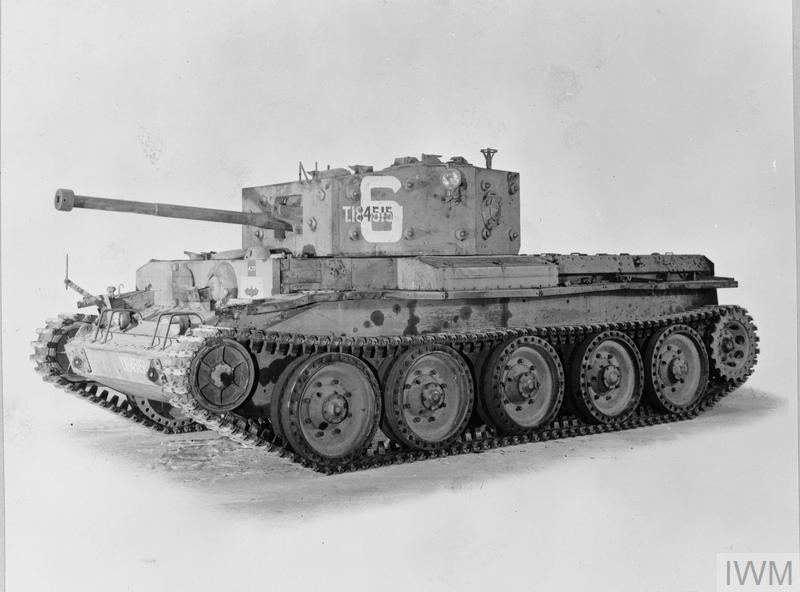
Cruiser Mk VIII Centaur

Centaur IArmé du canon QF 6 livres (57 mm), avec 64 coups, il fut seulement utilisé à l'entraînement. — 1 059 exemplaires.[réf. nécessaire]

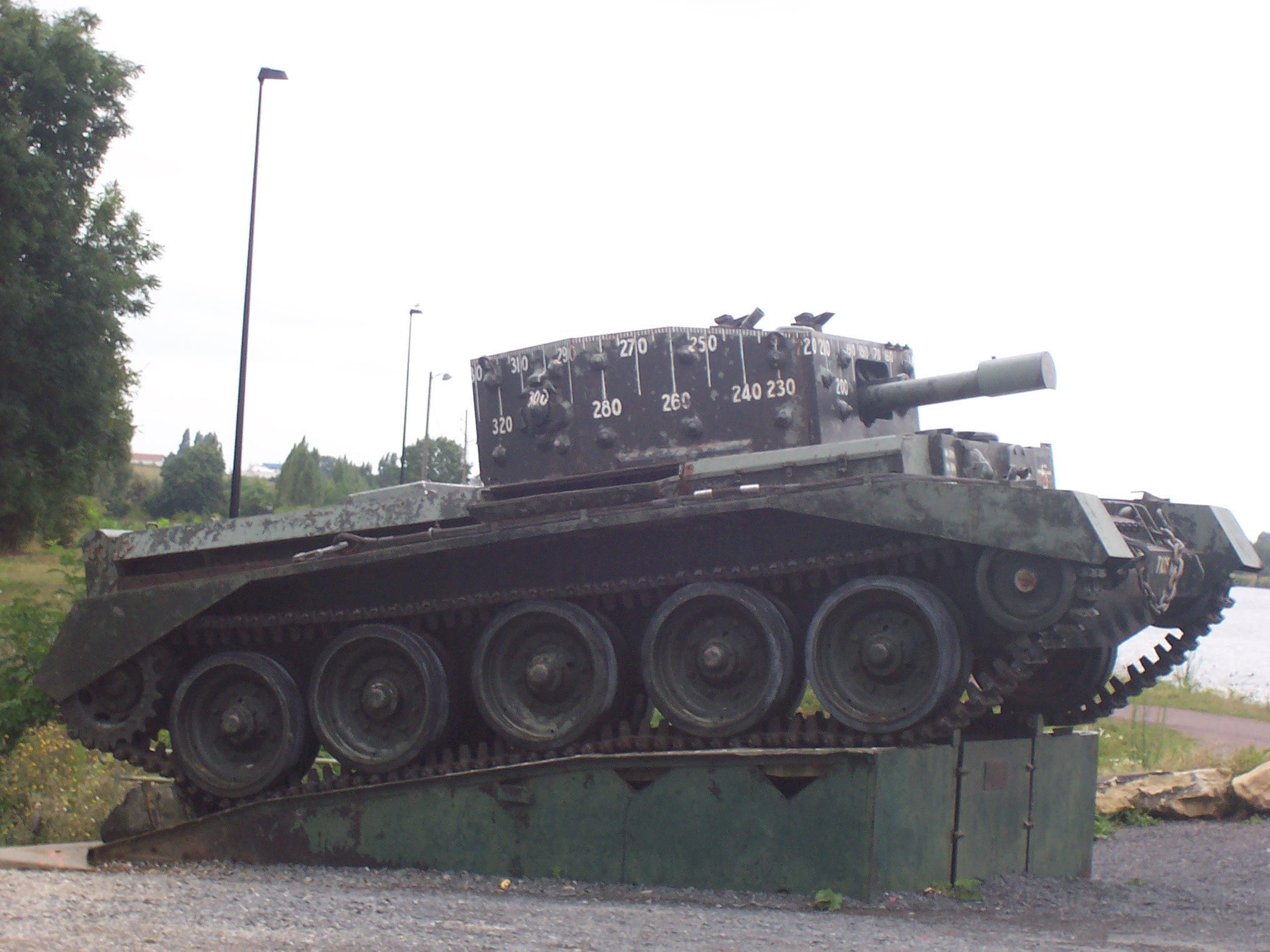
Centaur IV à Pegasus Bridge.

Centaur IIUniquement expérimental, il est identique au précédent, hormis les chenilles plus larges et l'absence de canon.
Centaur IIIIl est armé du canon Ordnance QF 75 mm. En 1943, la plupart des Centaur I furent transformés en Centaur III. — 233 exemplaires.
Centaur IVArmée d'un obusier de 95 mm (avec 51 coups), c'est la seule version du Centaur utilisée au combat, avec le Groupe de Soutien blindé des Royal Marines. Ils furent équipés pour pouvoir débarquer en Normandie : leurs ouvertures furent rendues étanches et leurs canons protégés. — 114 exemplaires.
Centaur, AA Mk IAA pour Anti-Aircraft : Ce modèle avait une tourelle anti-aérienne de Crusader III avec 2 canons Polsten de 20 mm. Il fut déployé en Normandie, puis retiré comme inutile, du fait de la supériorité aérienne alliée. — 95 exemplaires.[citation nécessaire]
Centaur, AA Mk IIMême chose : tourelle anti-aérienne de char Crusader avec 2 canons Polsten de 20 mm.
Cromwell IC'est un Centaur I équipé du moteur Rolls-Royce Meteor. — Seulement 357 exemplaires[réf. nécessaire], en raison du passage du canon de 6 livres (57 mm) au canon de 75 mm.

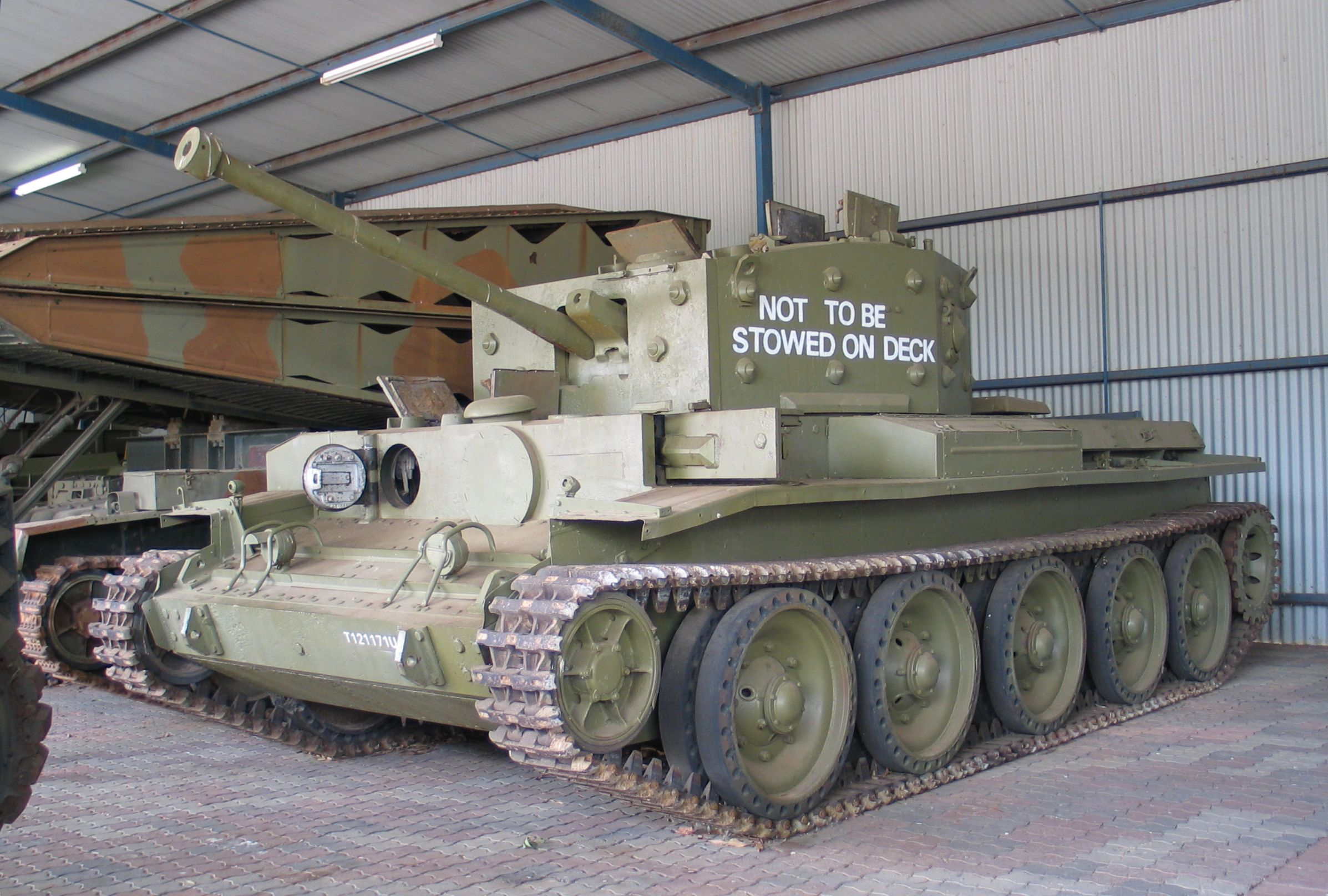
Cromwell I

Cromwell IIIdentique au précédent, avec des chenilles plus larges et une mitrailleuse en moins pour gagner de la place. — Aucun exemplaire produit.
Cromwell IIICentaur I rééquipé avec le moteur Meteor. — Seulement ~ 200 exemplaires[citation nécessaire], du fait du manque de Centaurs I.
Cromwell IVCentaur III rééquipé avec le moteur Meteor. — Ce fut le modèle le plus produit : 1 935 exemplaires.
Cromwell IVw"w" pour welded, soudé : la caisse était entièrement soudée (au lieu d'être rivetée).
Cromwell VwConstruit dès l'origine avec le canon de 75 mm, il avait une caisse soudée.
Cromwell VIArmée d'un obusier de 95 mm. — 341 exemplaires.[citation nécessaire]
Cromwell VIICromwell IV et V rééquipés avec un blindage supplémentaire, des chenilles plus larges et une nouvelle boîte de vitesses. Ils intervinrent très tard et prirent à peine part aux combats. — Environ 1 500 exemplaires.
Cromwell VIIwCromwell Vw rééquipé comme le Cromwell VII.
Cromwell VIIICromwell VI rééquipé comme le Cromwell VII.

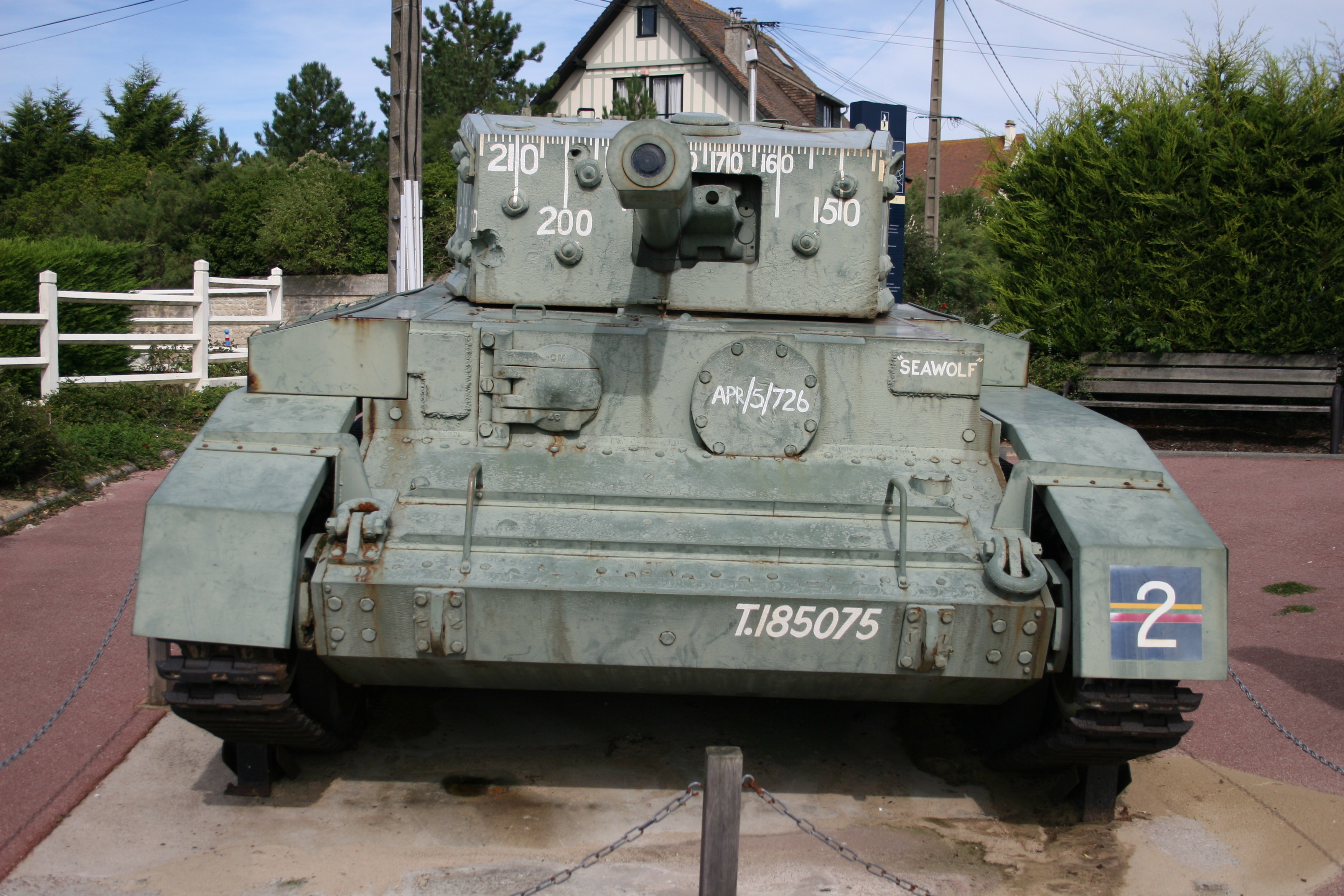
Un Centaur IV derrière Sword Beach.
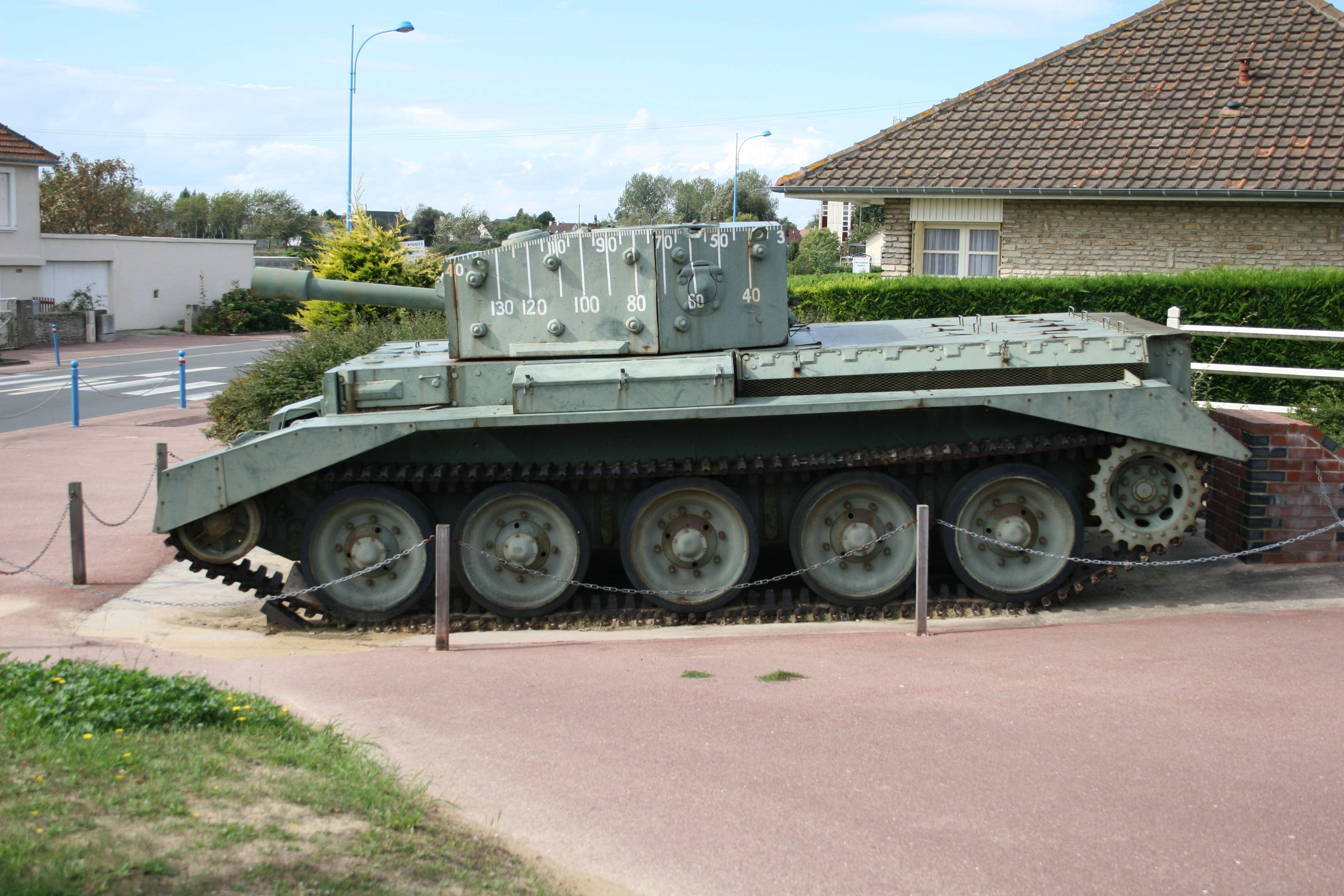
Vue de côté.
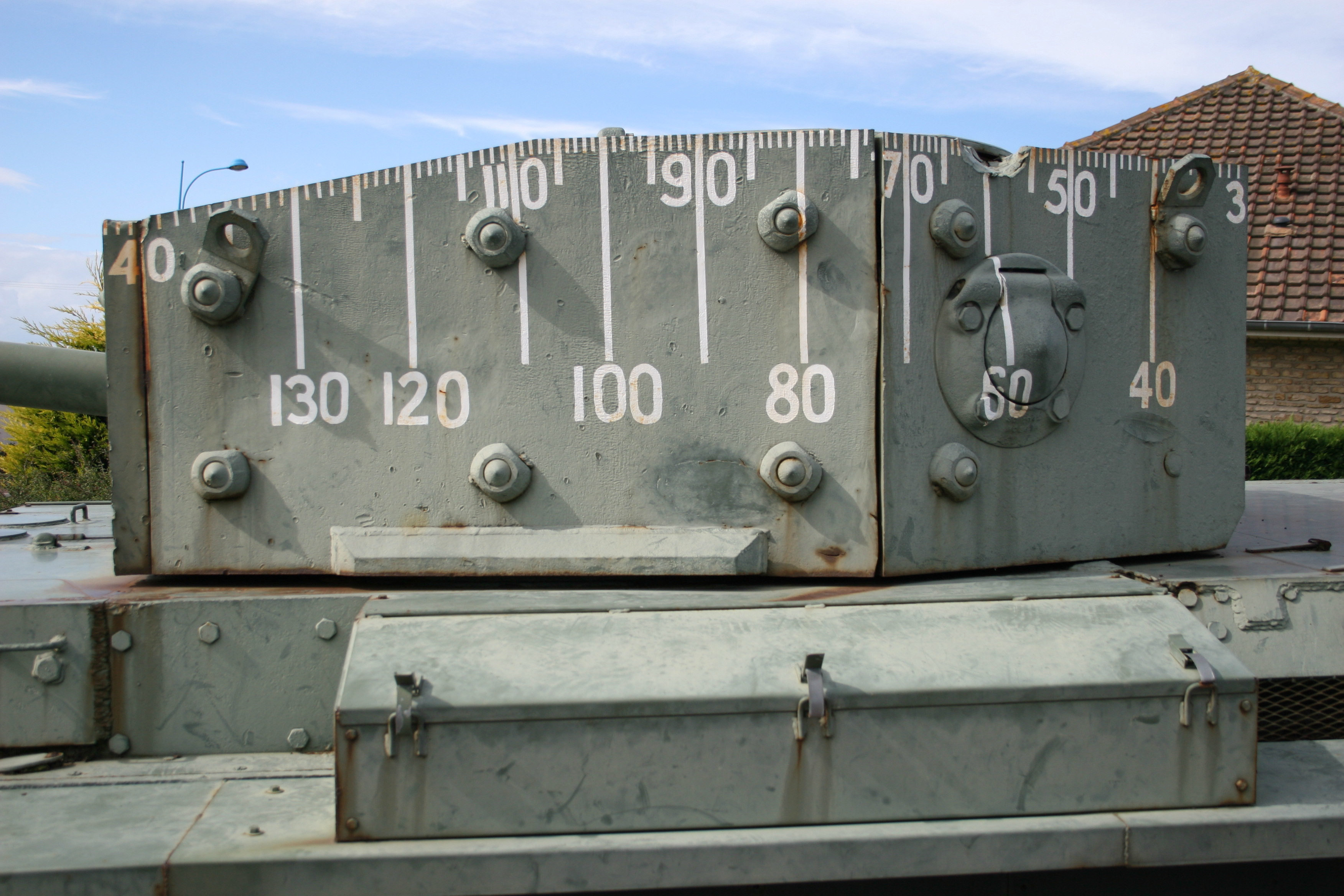
Tourelle.

## Véhicules basés sur le même châssis

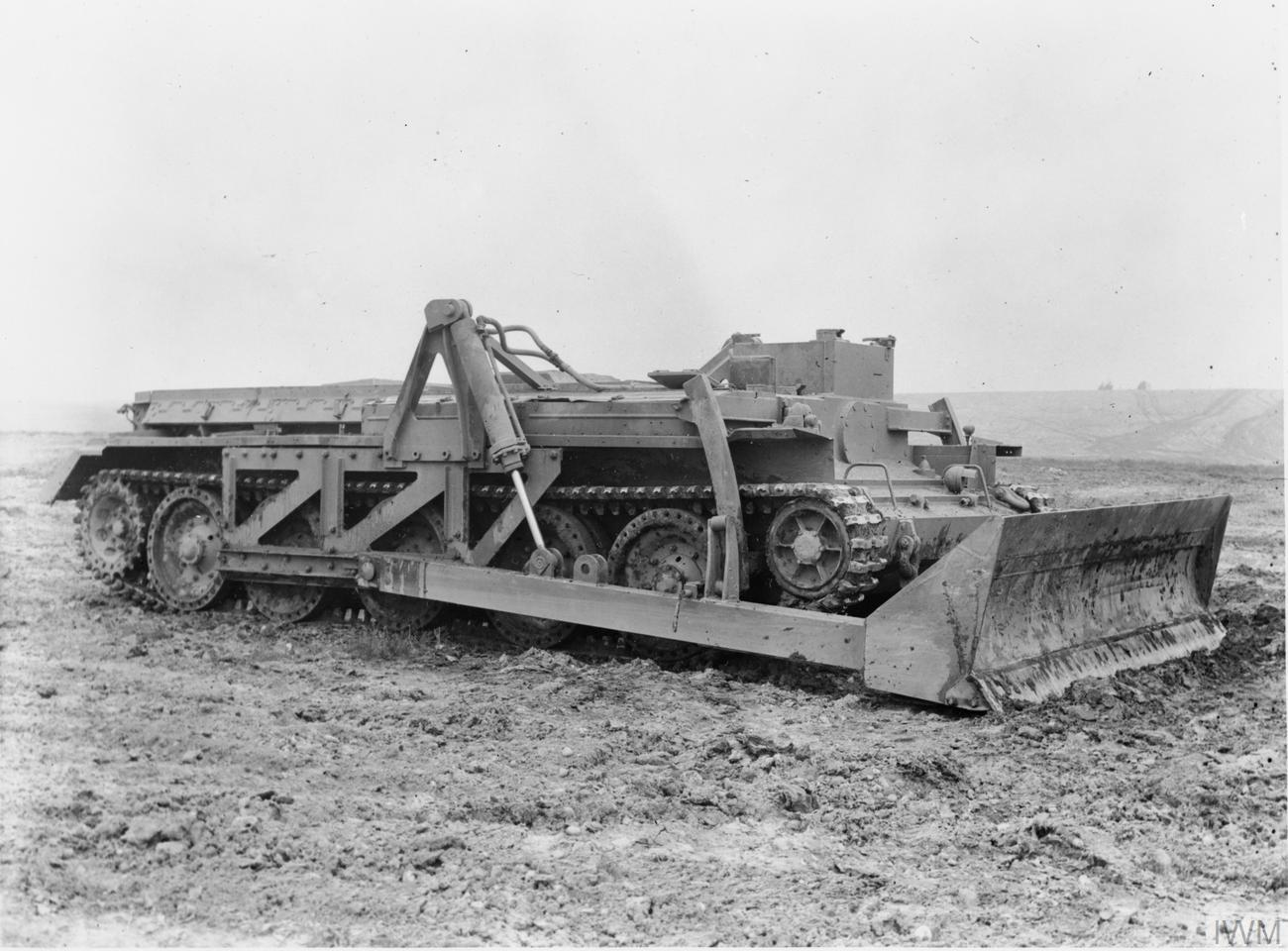
Centaur Dozer

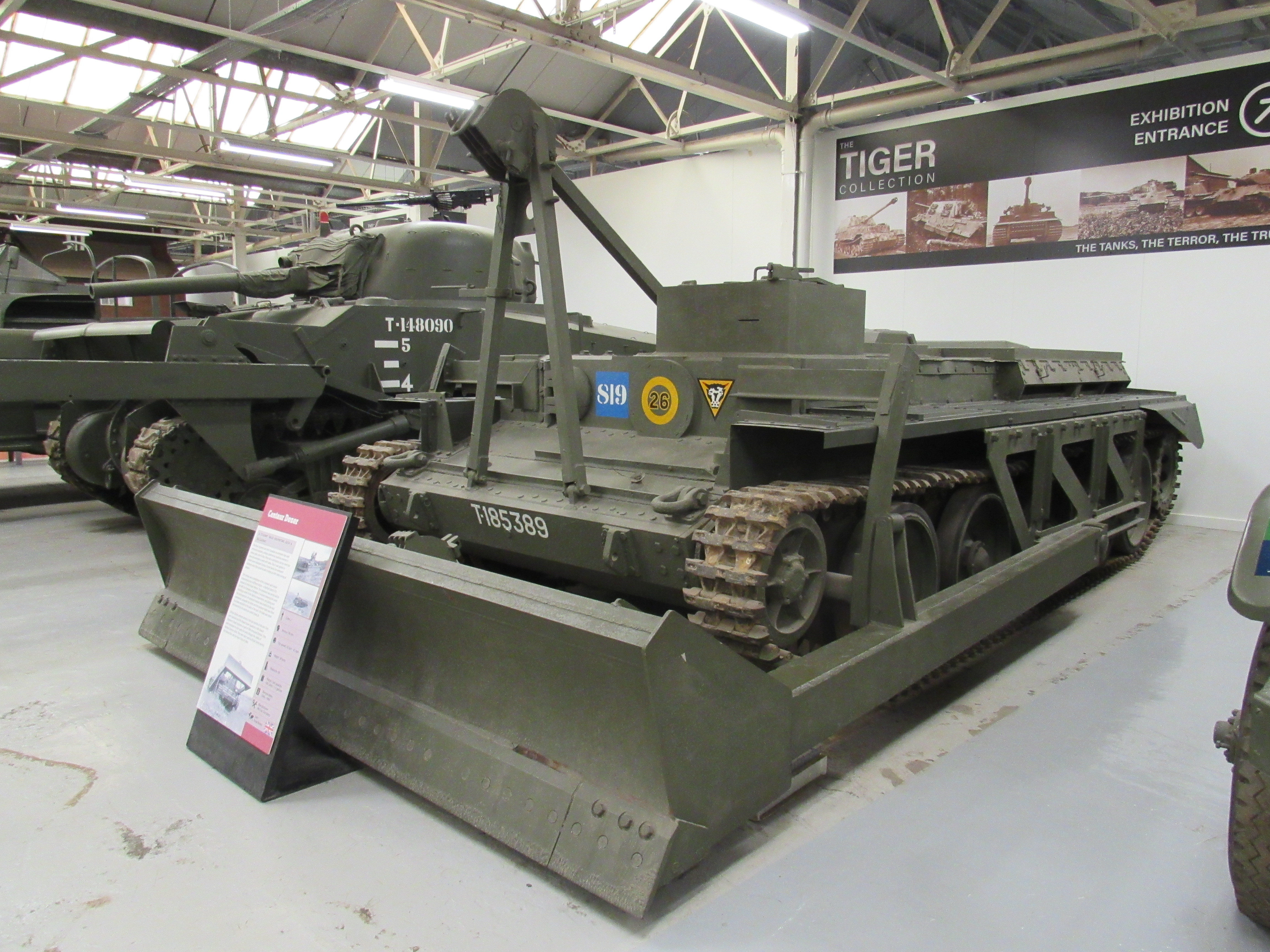
Centaur Dozer

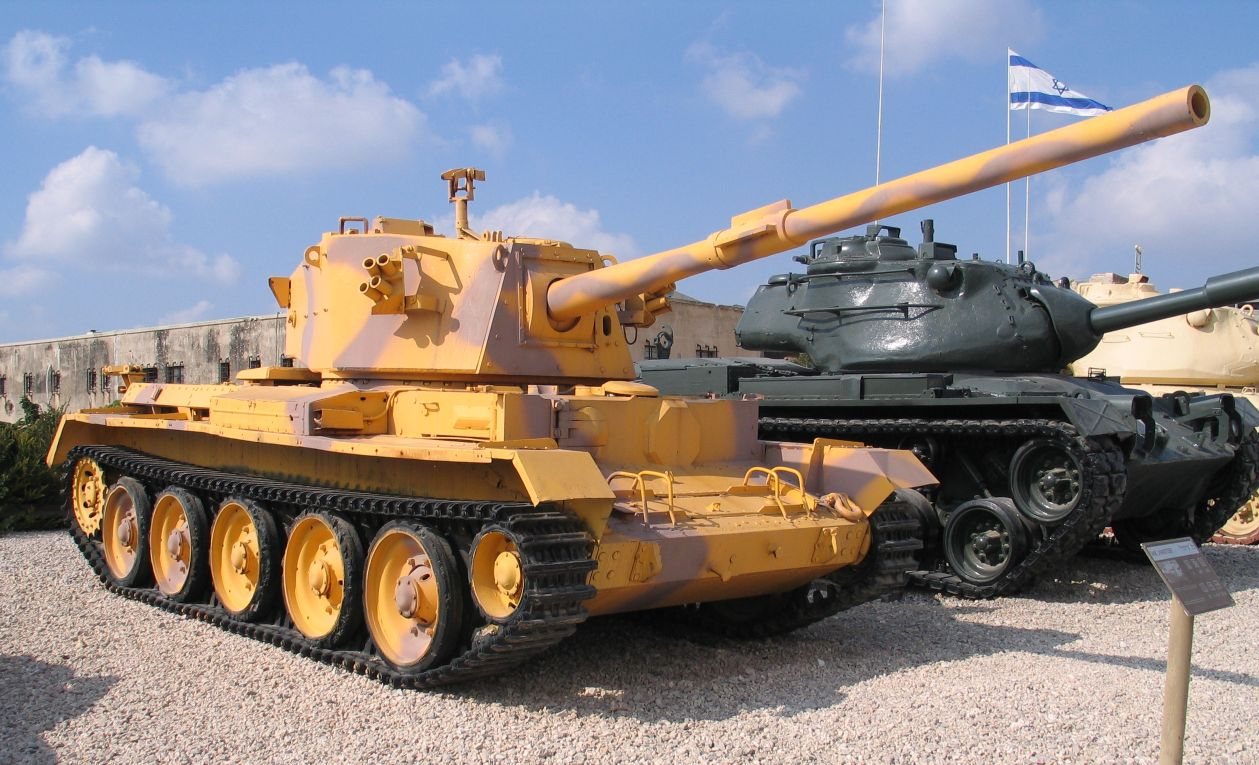
FV 4101 Charioteer

Challenger (A30)Ce char était un Cromwell au châssis rallongé pour porter le canon anti-char Ordnance QF 17 pounder dans une nouvelle tourelle.
SP 17pdr, A30 (Avenger)Version du Challenger à tourelle ouverte.
Centaur AA I / AA IIVéhicules antiaériens surmontés d'une tourelle armée de deux canon 20 mm Polsten (en). Introduits en 1944. - 149 exemplaires
Centaur DozerCentaur à tourelle supprimée avec une simple lame à l'avant. C'est un des Hobart's Funnies. — 97) a 250 exemplaires.
Centaur Mk. IVD CSchar d'appui armé d'un obusier de 95 mm. Quatre-vingts exemplaires utilisés lors de la bataille de Normandie en 1944.
Centaur OPOP pour Observation Post : Centaur avec un canon factice et des radios supplémentaires.
Centaur KangarooCentaur à tourelle supprimée pour être utilisé comme transport de personnel. — Quelques exemplaires.
Centaur ARVVéhicule d'assistance blindé : Centaur à tourelle remplacée par un treuil (et parfois une grue).
Cromwell Command/Observation PostCromwell IV, VI ou VIII avec un canon factice et des radios supplémentaires.
FV 4101 CharioteerChasseur de chars conçu dans les années 1950 à partir d'un châssis de Cromwell et d'une tourelle possédant un canon Ordnance QF 20 livres. — 200 exemplaires.

## Exemplaires existants
France

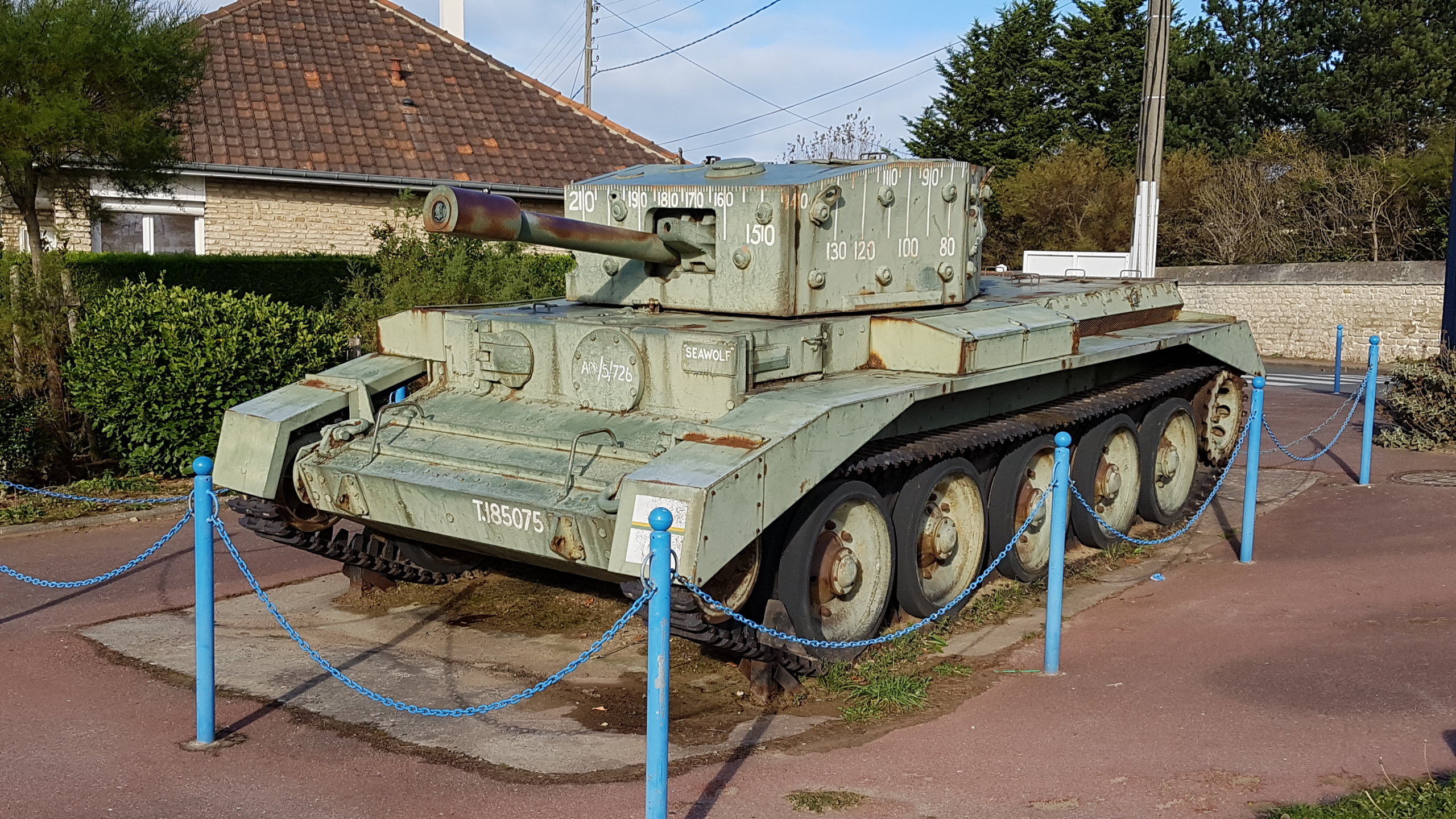
Char Centaur IV à l entree d Hermanville sur Mer

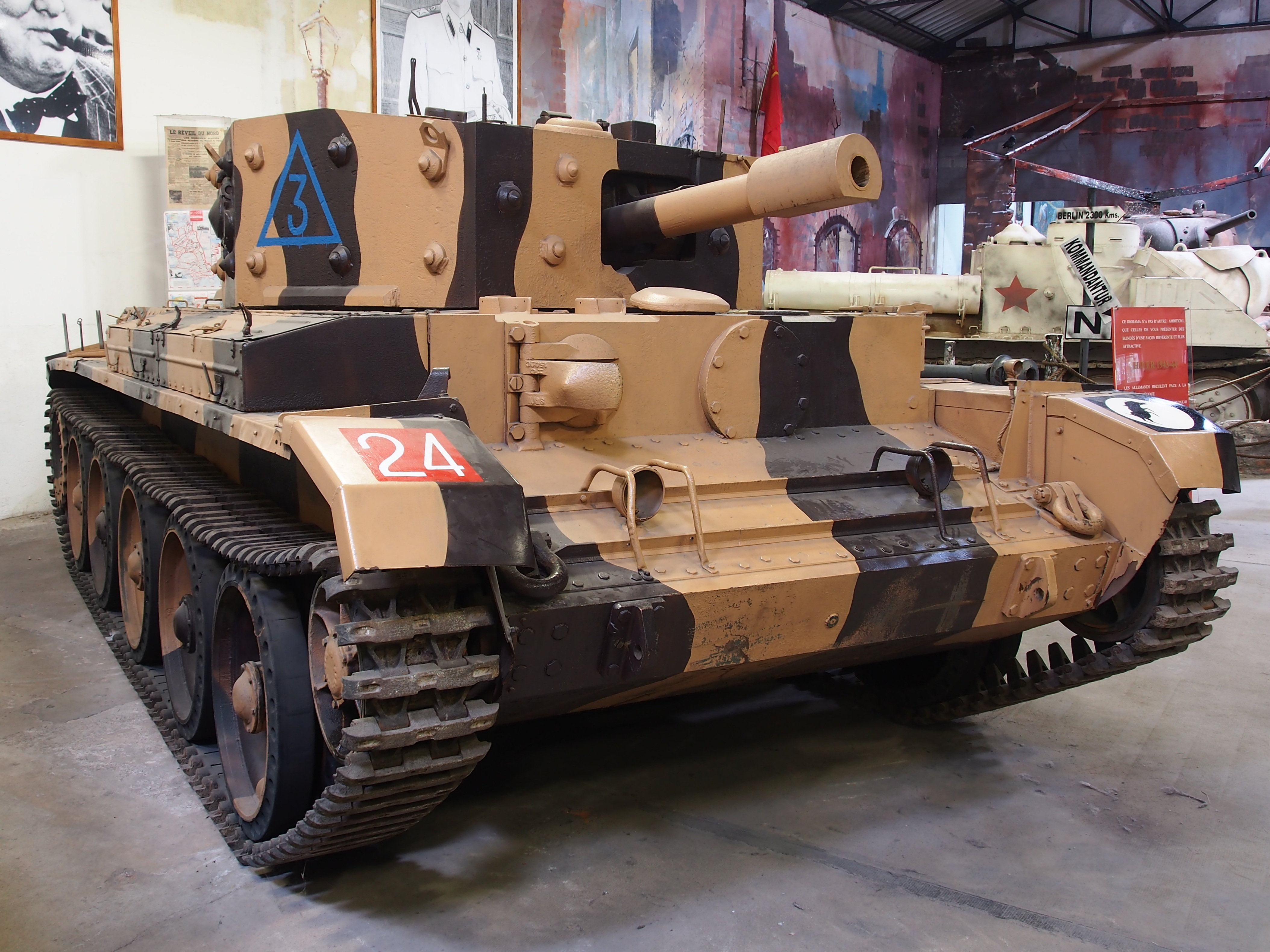
Char Centaur Mark VIII au Musée des Blindés de Saumur

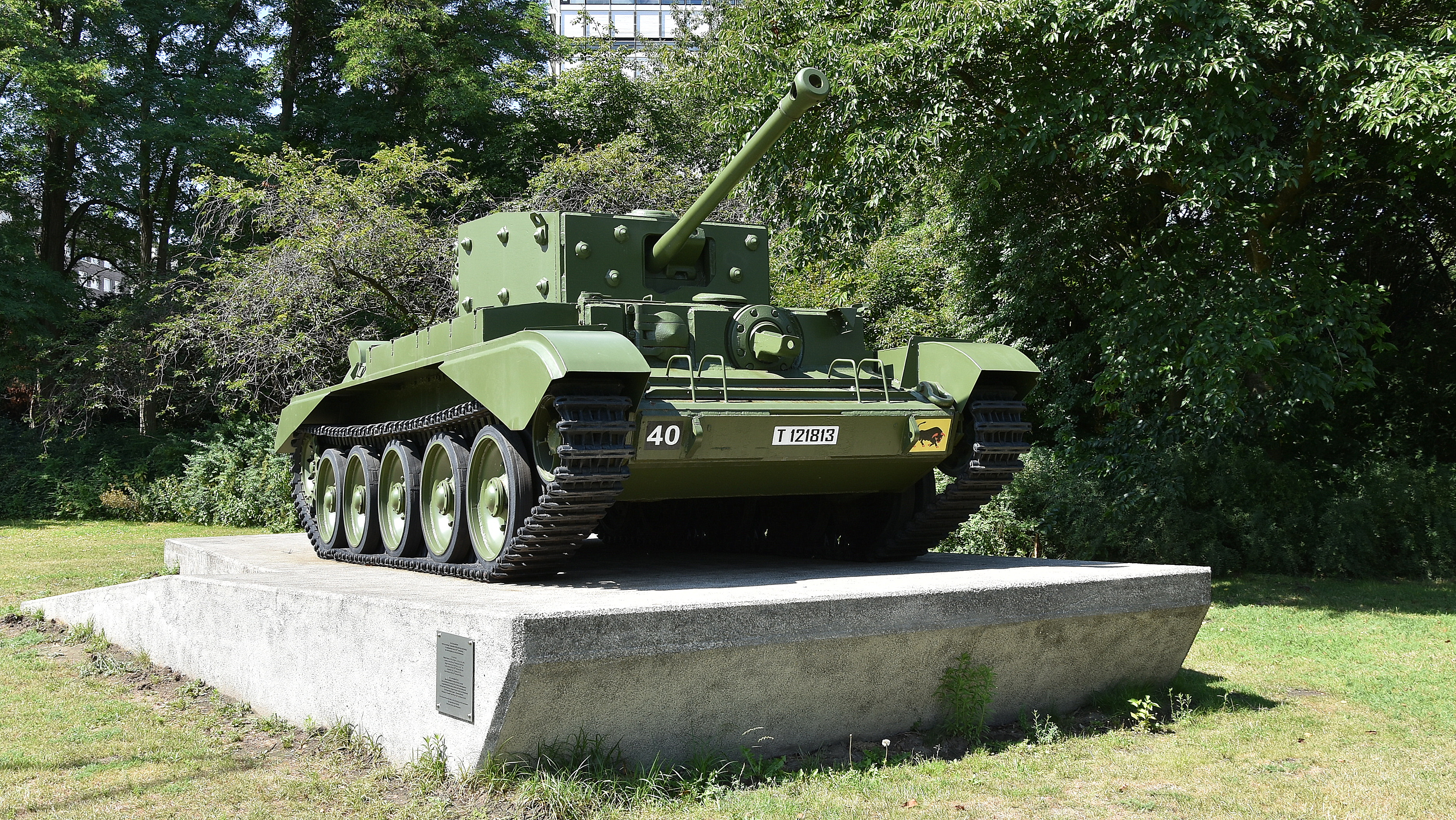
Char Cromwell V à Wilrijk

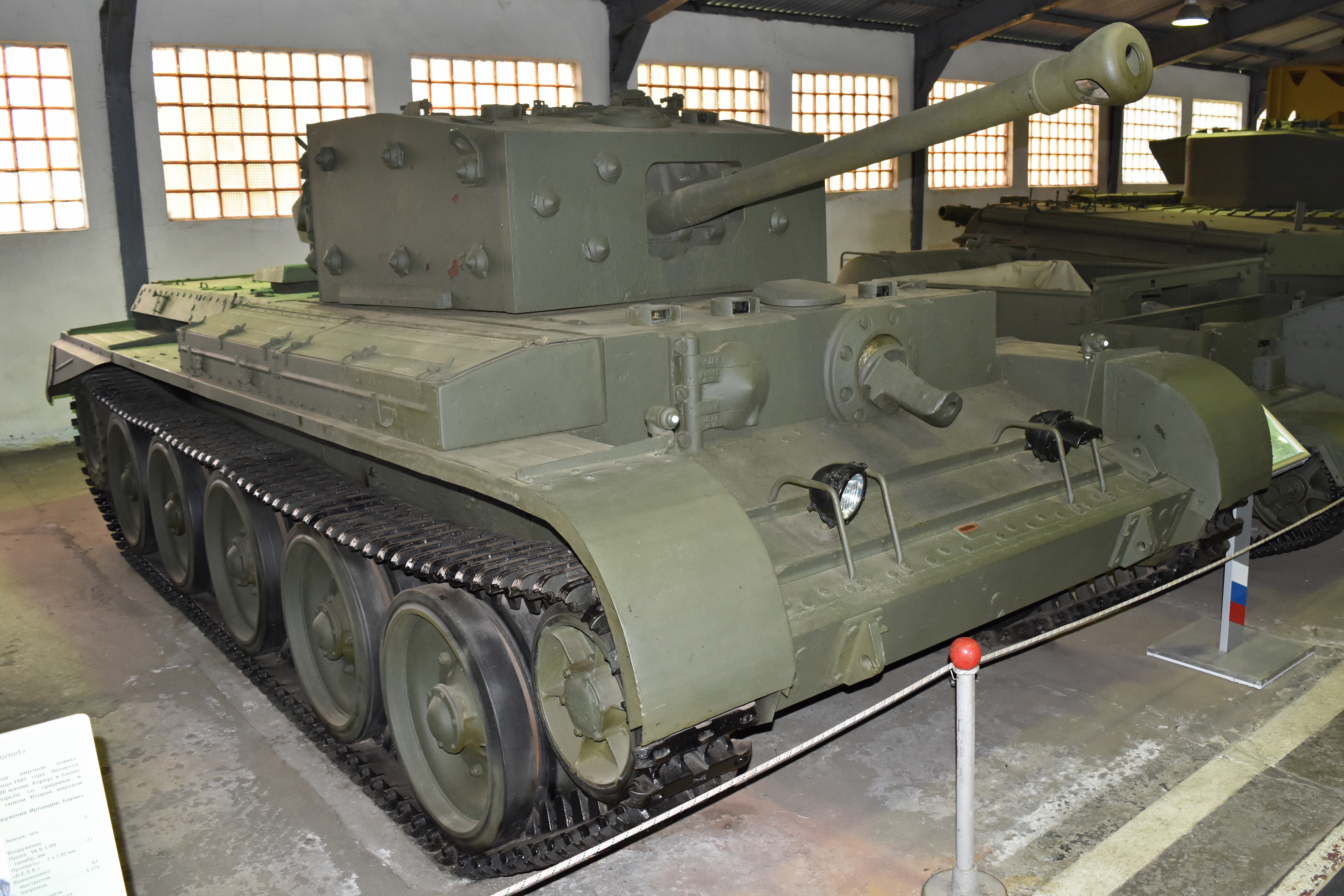
A27M Cromwell IV au Kubinka Tank Museum

- La Brêche d'Hermanville sur Mer, dans le Calvados : Un Centaur IV en assez bon état exposé en extérieur.
- Mémorial Pegasus à Bénouville, dans le Calvados : Un Centaur IV en bon état exposé en extérieur.
- Musée des blindés de Saumur, en Maine-et-Loire : Un Centaur VIII en bon état exposé en intérieur.

Royaume-Uni
- Musée des blindés de Bovington, dans le Dorset : Un Cromwell IV en bon état exposé en intérieur.
- Forêt de Thetford, dans le Norfolk : Un Cromwell IV en extérieur et accès libre sur l'A1065, trois km au nord de Mundford. De janvier à mai 1944, cette zone fut occupée par la 7e division blindée britannique (Rats du désert) avant leur embarquement pour la Normandie. Ce char fait partie d'un monument élevé en 1998 à la mémoire de la Division. Il est en bon état, réparé et repeint aux couleurs du char "Little Audrey" du Régiment Royal de tanks.

Australie
- The Royal Australian Armoured Corps Army Tank Museum, Puckapunyal, dans l'État de Victoria. Un Cromwell I a été envoyé en Australie pour le programme de char Cruiser australien Sentinel, mais à son arrivée le programme avait abandonné (juillet 1943). Repeint aux couleurs australiennes, il est exposé sous un abri.

Israël
- Israeli Armored Corps Museum à Latroun : Un Cromwell IV utilisé par les forces israéliennes lors de la Guerre israélo-arabe de 1948-1949 (Bataille de Latroun).

Pays-Bas
- Liberty Park à Overloon (Boxmeer, dans le Brabant-Septentrional) : Un Cromwell IV demeuré sur le champ de bataille après l'Opération Aintree (Bataille d'Overloon d'octobre 1944, où la Onzième division blindée britannique fut engagée). Il est exposé dans le Musée.

Belgique
- Wilrijk, district d'Anvers : Un Cromwell V  en très bon état exposé en extérieur depuis septembre 2014 pour le 70ème anniversaire de la libération de la ville en 1944.
- Bastogne Barracks, Bastogne. Cromwell IV en ordre de marche.

Russie
- Musée des Blindés de Koubinka, Kubinka. A27M Cromwell IV exposé sous abri.

## Culture populaire
- Le char Cromwell apparaît dans l'animé Girls und Panzer.
- Il apparaît aussi dans plusieurs jeux vidéos, dont War Thunder, World of Tanks et World of Tanks Blitz.